# Zoraena diastatops
Zoraena diastatops – gatunek ważki z rodziny szklarnikowatych (Cordulegastridae). Występuje na terenie Ameryki Północnej – w południowo-wschodniej Kanadzie (prowincje Ontario i Nowa Szkocja) oraz w północno-wschodnich Stanach Zjednoczonych.